# Chilekommittén
Chilekommittén bildades redan 1971 som svensk solidaritetsorganisation och stöd till Salvador Allendes regering och för en fredlig väg till socialism.
I och med Augusto Pinochets blodiga militärkupp den 11 september 1973 växte organisationen snabbt och blev en aktivistorganisation med lokalkommittéer spridda över hela Sverige. Solidaritetsarbetet bestod av insamlings- och informationskampanjer samt studieverksamhet. Chilekommittén var öppen för medlemskap för enskilda personer men inte för organisationer.
Chilebulletinen var Chilekommitténs tidskrift. Första numret utkom i början av 1973 och sista numret utkom 1991. Tidskriften såldes i samband med solidaritetsarbete på gator och torg och till prenumeranter.
Efter att demokratiska val hållits i Chile och en ny regering tillträtt den 11 mars 1990 upphörde Chilekommittén i september 1991.

## Skildringar
Böcker
- Camacho Padilla, Fernando (2011), Ett Liv För Chile: solidariteten med Chiles folk och chilenare I Sverige 1970-2010. Santiago: LOM Impresiones. ISBN 9789163382420
- Camacho Padilla, Fernando (2009), Sverige för Chile: En visuell historia om exil och solidaritet, 1970-1990. Santiago: LOM Ediciones. ISBN 9789560001207